# Verpackungsdruck

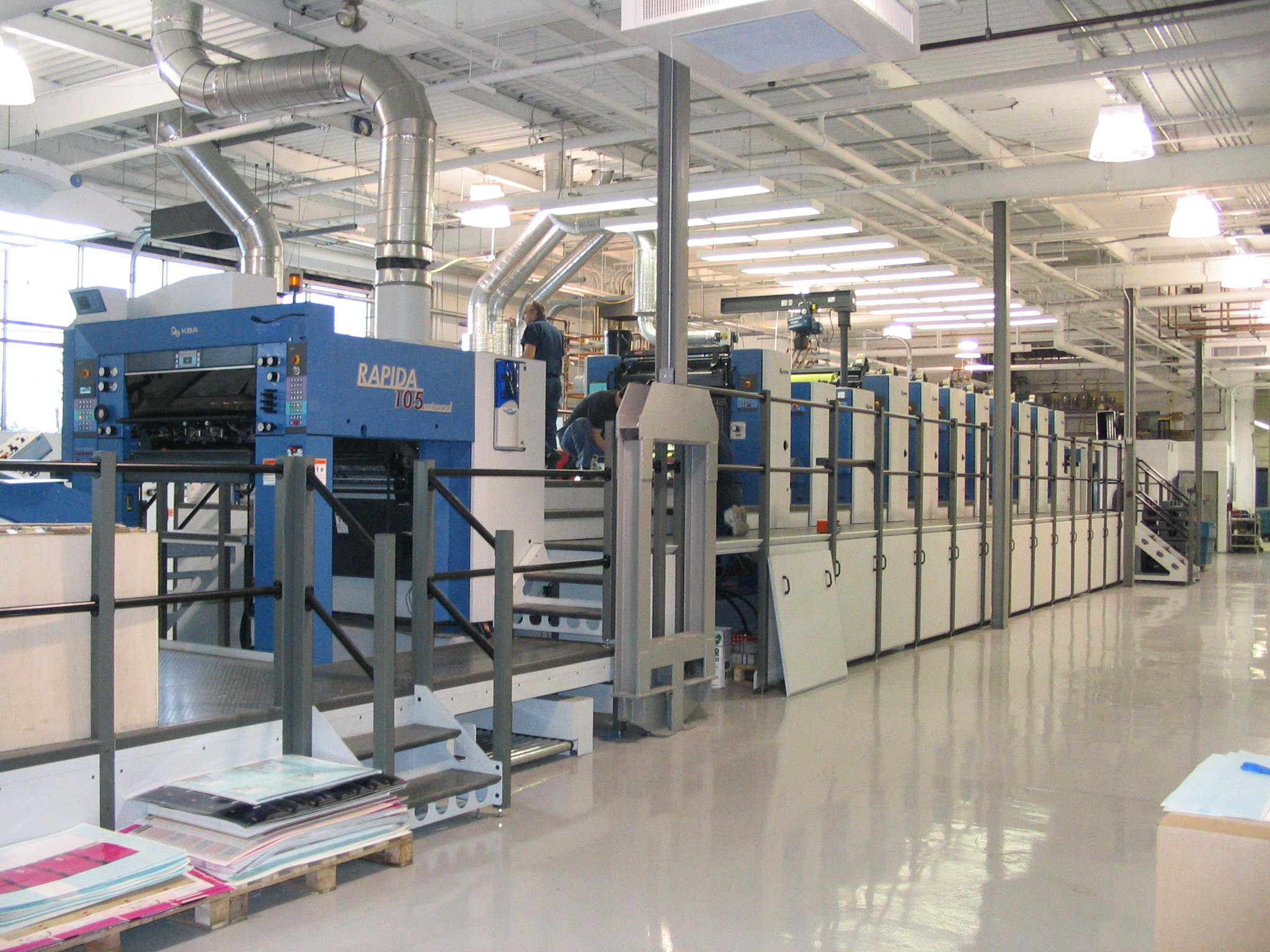
Verpackungsdruckmaschine

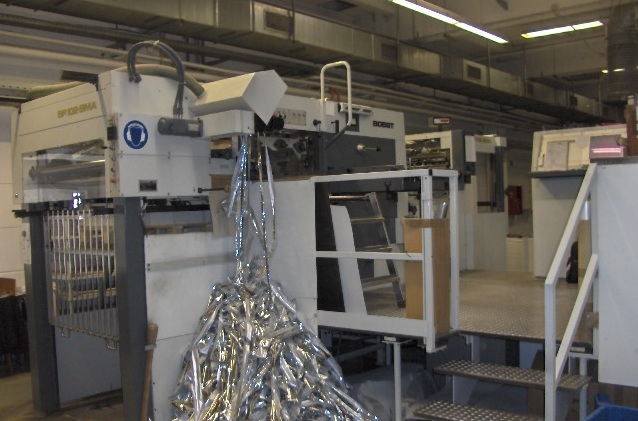
Heißfolienprägung

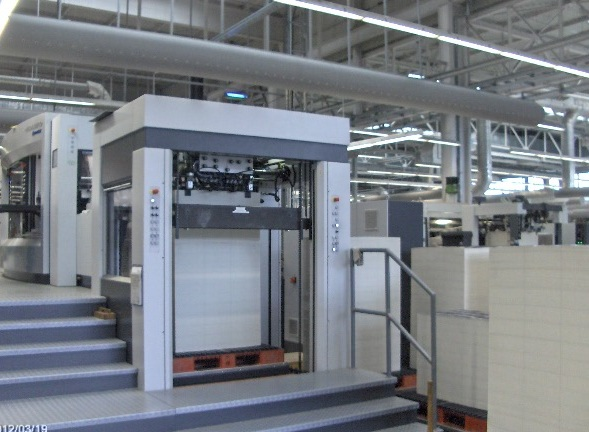
Stanzmaschine

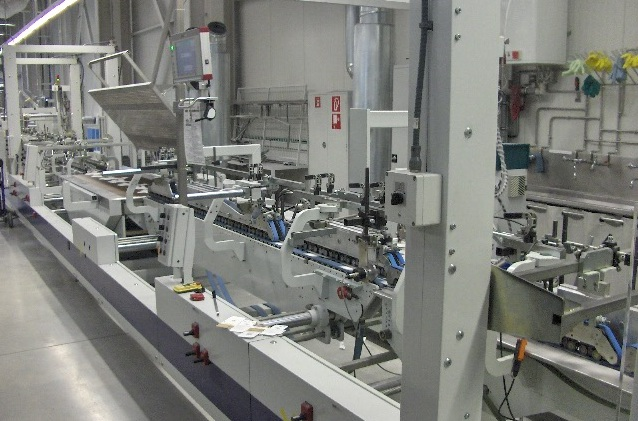
Faltschachtelklebemaschine

Der Verpackungsdruck ist ein Segment der Druckbranche, das sich mit dem Bedrucken von verschiedenen Verpackungsmaterialien beschäftigt. Hauptsächlich werden die Verfahren Offset- und Flexodruck verwendet.

## Verpackungsarten
Die Formen- und Arten der Verpackungen sind mannigfaltig. Die unterschiedlichsten Materialien kommen hierbei zum Einsatz. Dosen aus Blech, Behälter aus Kunststoffen, Faltschachteln aus Karton und Umverpackungen aus Wellpappe und Papier sind wohl die am häufigsten benutzten Verpackungen.

## Technische Voraussetzungen
Im Verpackungsdruck kommen andere Druck- und Weiterverarbeitungsmaschinen zum Einsatz, als im herkömmlichen Druck. Beim Offsetdruck müssen die Maschinen dem dickeren Druckmaterial und dem höheren Materialgewicht Rechnung tragen. Dies hat zur Folge, dass in den Druckmaschinen andere An- und Ausleger, Greiferbrücken und Führungszylinder als in „normalen“ Papierdruckmaschinen zu finden sind. Eine Besonderheit stellen Blechdruckmaschinen im Offset dar. Bei diesen Maschinen ist die Belastung durch das Druckmaterial noch ausgeprägter. Auch diese Druckmaschinen haben ein anderes „Innenleben“ als Papiermaschinen. In der Weiterverarbeitung benötigt man Falzmaschinen, Klebemaschinen und Fensterklebmaschinen.

## Bedeutung
In der krisengeschüttelten Druckindustrie ist der Verpackungsdruck noch eine der wenigen stabilen Sparten. Unabhängig von der Produktqualität ist die Notwendigkeit von Verpackungen in allen Industriebranchen ein Garant dafür.

## Kartonagenveredelung
Es gibt verschiedene Möglichkeiten eine Verpackung zu veredeln. Dies wären zum Beispiel verschiedene Lackanwendungen sowie Heißfolienprägungen, Blindprägungen und Kaltfolienprägungen. Beim Offsetdruck kommen Drucklacke (Lacke, die im Druckwerk – wie eine Farbe aufgetragen werden) und Flexolacke (Auftrag über ein spezielles Lackwerk) zum Einsatz. Die Drucklacke können sowohl konventionell (oxidativ und wegschlagend trocknend) als auch UV-härtend (Trocknung durch UV-Strahlung) sein. Das Gleiche gilt für die Flexolacke, auch sie können konventionell (dispergiv) oder UV-härtend sein. Flexolacke sind aber in der Viskosität völlig anders als Drucklacke. Sie sind sehr flüssig, das heißt niedrig viskos. Bei Druckmaschinen mit einem Doppellackwerk können in einem Druckdurchgang beide Systeme (konventionell und UV-härtend) lackiert werden. Lacke kann man flächig auftragen, oder nur bestimmte Partien des Produkts lackieren (Spotlackierung). Im Offsetdruck hat man in den Lackwerken auch die Möglichkeit, flächig oder partiell Metalliclacke aufzutragen. Hierbei kann man durch den Einsatz von Photopolymerplatten Texte, Logos und Schriften mit Metalliclacken drucken. Für flächige Anwendungen benötigt man diese Photopolymerplatten nicht.
Heißfolienprägungen unterscheidet man in verschiedene Techniken (z. B. Reliefprägungen, Tiefprägungen). Hierzu verwendet man farbige Folien (am häufigsten Silber- oder Goldfolien). Reliefprägungen sind sehr detaillierte Hochprägungen, die man z. B. für ein Logo oder Firmenzeichen verwenden kann. Beim Blindprägen verwendet man keine Folien, sondern erzeugt ein bestimmtes Muster mittels Matrize und Patrize. Relativ neu im Verpackungsdruck sind Kaltfolienprägungen. Sie sind flach (ohne Erhebung oder Vertiefung) und können im Offsetdruck technisch, mit einer speziellen Vorrichtung in einer Druckmaschine integriert werden. Kaltfolienprägungen werden oftmals mit Farben überdruckt.

## Farben im Verpackungsdruck
Bei den Farben kommen im Offsetdruck drei Arten zum Einsatz: konventionelle Farben (Trocknung oxidativ und wegschlagend), UV-Farben (Farben, die mittels UV-Strahlung trocknen) und hybride Farben (eine Mischung aus konventionellen- und UV-Farben, die mit UV-Strahlung getrocknet werden müssen). Im Tiefdruck werden vornehmlich lösemittelbasierte Farben verwendet, jedoch sind auch UV-Farben möglich. Der Flexodruck ist ein Hochdruckverfahren, bei dem man Photopolymerplatten verwendet. Im Verpackungsdruck werden hierbei in der Regel lösemittelhaltige Farben sowie UV-Farben eingesetzt.

## Faltschachteln
Faltschachteln unterliegen besonderen Anforderungen. Je nach Qualität und Einsatzbereich des Produkts müssen Faltschachteln aus Karton unterschiedlichen Qualitätsansprüchen genügen. Gängige Kundenanforderungen sind Scheuerfestigkeit, gute Haft-/Reibungswerte und Schließfestigkeit der Faltschachtel. Eine Faltschachtel sollte eine gute Eigenstabilität besitzen, da an die Konstruktion hohe Belastung gestellt wird. Im Druck kann es zu einem späteren Aufplatzen der Farbe an den Rillkanten kommen. Hierbei spricht man von Rillkantenbruch. Lebensmittelverpackungen unterliegen zusätzlich noch besonderen gesetzlichen Bestimmungen. Es muss hierbei vermieden werden, dass von der Verpackung Schadstoffe in das Lebensmittel migrieren. Zu einer Migration dieser Schadstoffe kann es durch bestimmte Kartonarten, falsche Farben und Lacke kommen. Man unterscheidet in Primär- und Sekundärverpackungen. Primärverpackungen haben direkten Kontakt mit Lebensmitteln. Sekundärverpackungen haben dies nicht. Liegt eine Primärverpackung vor, so kann man eine mögliche Migration durch Barrierelacke oder Folienprägungen auf der Verpackungsinnenseite vermeiden. Bei den Farben und Lacken sollte man darauf achten, dass man migrationsunbedenkliche Produkte nimmt. Das gilt im gleichen Maß für den Karton. Auch beim Karton gibt es Materialarten, die für diesen Einsatz spezifiziert sind.

## Sonderlackierungen
Eine Besonderheit stellen Metalliclacke dar, die über das Lackwerk aufgetragen werden. Dies kann flächig und partiell sein. Diese Metalliclacke können konventionell und UV-härtend lackiert werden (je nach Druckmaschinentyp). Eine Besonderheit sind die Glanzpigmentlacke. Bei diesen Anwendungen werden Glanzpigmente (sehr ähnlich den Pigmenten in Auto-Metalliclacken) im Offsetdruck in einen Dispersions- oder UV-Lack eingemischt. Bessere Resultate erzielt man bezüglich der Pigmentgröße und der Pigmentmenge im Tiefdruck. Bei besonders hochwertigen Faltschachteln kommt hierbei seltener auch der Siebdruck zum Einsatz, da es im Siebdruck möglich ist die größten Pigmente aufzutragen.
Eine weitere Spezialität des Verpackungsdrucks ist die Kalanderlackierung. Mit Kalanderlackierungen erzielt man den schönsten Glanzauftrag bezüglich Glanz und Haptik. Hierbei druckt man zuerst mit konventionellen Farben und einem abschließenden Primerlack. In einem zweiten Produktionsdurchgang wird der Kalanderlack aufgetragen. Beim kalandrieren wird der Lack auf die Bögen übertragen, erwärmt, mittels eines sehr großen Zylinder glatt gepresst und anschließend getrocknet.

## Verpackungsentwicklung
Liegt bei einer Verpackung eine besondere Anforderung bezüglich der Stabilität, Designs oder des Inlets vor, so muss dies vorab durch die Verpackungsentwicklung des Produktionsbetriebs erarbeitet werden. Wichtig ist hierbei die Grammatur des Druckmaterials und die Innenkonstruktion der Verpackung. Besonders bei Kosmetikflakons kommen teilweise sehr komplexe Entwicklungen im Inneren der Faltschachtel zum Tragen.

## Arbeitsschutz
Im Verpackungsdruck besteht die Gefahr einer inhalativen Exposition gegenüber Gefahrstoffen. Dabei kann die Konzentration von Stoffen in der Atemluft stark schwanken. Belastungsspitzen sind naturgemäß zu erwarten, wenn Tätigkeiten mit Lösemitteln offen durchgeführt werden, z. B. bei manuellen Reinigungsarbeiten.
Die Empfehlungen Gefährdungsermittlung der Unfallversicherungsträger (EGU) dienen als nichtmesstechnisches Verfahren bei der Durchführung der Expositionsbewertung. Sie beziehen sich auf Arbeitsverfahren und Tätigkeiten mit organischen Lösemitteln und Lösemittelfarben im Verpackungstief- und Flexodruck (Rollenbreite > 500 mm) in verschiedenen Arbeitsbereichen. Grundlage dieser EGU sind umfassende Arbeitsplatzmessungen in 22 Mitgliedsbetrieben der Berufsgenossenschaft Energie Textil Elektro Medienerzeugnisse. Bei Beachtung der beschriebenen Schutzmaßnahmen werden die Arbeitsplatzgrenzwerte und weitere herangezogene Beurteilungsmaßstäbe eingehalten. Eine dermale Exposition ist bei Einhaltung der Schutzmaßnahmen nicht gegeben.